# Соларне термалне електране
Соларне термалне електране су извори електричне струје добијене претварањем Сунчеве енергије у топлотну (за разлику од фотоволтаика код којих се електрична енергија добија директно). С обзиром да немају штетних продуката приликом производње електричне енергије, а имају сразмерно добру ефикасност (20 - 40%), представљају значајан потенцијал за будућност. Како је количина енергија која пада на површину изузетно велика, изградњом таквих електрана на сунчаним подручјима (нпр. Сахара) могао би се енергијом снабевати велики број корисника. 

## Концентрована соларна термална електрана
Због потребе за високим температурама, готово сви облици соларних термалних електрана морају користити некакав облик концентровања Сунчевих зрака с великог простора на малу површину. Како се током дана положај Сунца на небу мења, тако се стално мења и најповољнији угао под којим падају Сунчеви зраци на огледала. Зато је потребно уградити механизам који ће стално прилагођавати њихов положај. Ти механизми су неопходни како би се добила што већа ефикасност, мада значајно утичу на повећање ионако високих цена соларних термалних електрана.
Смањења у цени су могућа складиштењем топлоте, а не струје, будући да је таква технологија данас јефтинија, а производња топлоте је ионако неопходна за функционисање оваквог типа електрана. Тиме је могуће добијати електричну енергију и онда када то иначе не би било могуће (за време смањене инсулације - мера енергије соларне радијације примљене или предане од стране одређене површине у одређеном времену).

## Врсте
Данас се користе једино концентроване соларне термалне електране (ЦСП). Састоје се од огледала и резервоара флуида који се загрева и такав пролази кроз турбине или топлотне моторе (нпр. Стрилнигов мотор). 
С обзиром на разноликост међу огледалима и целокупној конструкцији можемо их поделити у следеће категорије:

#### Параболични колектори
Састоје се од дугих низова параболичних огледала (закривљених око само једне осе) и колектора који се налази изнад њих. Њихова је предност што је потребно помицање огледала само када је промена положаја Сунца у ортогоналном смеру, док приликом паралелног помака то није потребно јер светлост и даље пада на колекторе. Кроз колекторе струје синтетичко уље, растопљена со или пара под притиском који се под утицајем Сунчевих ваздуха загревају. Колекторе је могуће извести у вакуумираном стаклу тако да се спрече губици топлоте кондукцијом и конвекцијом, а постижу ефикасност од 20%.

#### Соларни торњеви
Ове електране имају велики број огледала постављених око средишњег места где се налази торањ. Овакве конструкције постижу врло високе температуре, што их чини ефикаснијим како у производњи тако и у складиштењу енергије. Такође предност им је што не захевају равна подручја (могућа је изградња на брдима), али зато огледала захтевају употребу механизма ротације око две осе, што им подиже цену.

#### Соларни тањири
Због параболичног изгледа подсећају на сателитске тањире, али су значајно већи. Зраци светлости, одбијајући се од огледала, падају у једну тачку (колектор) који се налази изнад њих. Ту се развијају врло високе температуре, а за добијање електричне енергије се користи Стирлингов или парни мотор. Због покретних механизама потребна су честа сервисирања, а цели механизам захтева ротацију око две осе и скупа параболична огледала, што се на крају одражава на укупној исплативости оваквог склопа.

#### Фреснел рефлектори
Користе низове дугих мало закривљених или потпуно равних огледала, а изгледом подсећају на параболичне колекторе. Конструисани су тако да више низова огледала циља у исти колектор што доводи до финансијских уштеда, а и сама огледала се окрећу око само једне осе. Циљањем огледала у различите колекторе у различито доба дана могуће је поставити густ распоред огледала, чиме се добија више енергије упркос ефикасности мањој од 20%. Читав пројекат је засада још на бази прототипа који су изграђени у Белгији (СоларМундо) и Аустралији (ЦЛФР).

#### Соларне потисне електране
Не користе огледала, него велику застакљену површину (само одозго), испод које се загрева ваздух, у чијем је средишту торањ. Због нагиба те стаклене површине, ваздух иде према торњу где се окрећу турбине. Сама конструкција захтева изразито велике димензије те фактор претварања соларне енергије у топлотну није нарочито добар, но то је компензирано ниским инвестиционим трошковима. Прототип средње величине је био изграђен у Шпанији 1982. где су се скупљали подаци следећих 7 година, све до намерног рушења торња због проблема с вртложењем ваздуха.

## Складиштење топлотне енергије
Ефикасност ових електрана се повећава уградњом погона за складиштење енергије, чиме се добија и на поузданости. Ти се погони базирају на складиштењу топлотне енергије у материјал велике енергетске густине. Тренутно се као такав материјал користи растопљена со, чији је саставни елемент натријум - метал велике енергетске густине. 
Такође се данас користи и пара под високим притиском (50 бара на 285°C), али време чувања енергије на овај начин је свега један сат. Електрана у Клонкурy (Аустралија) ће користити прочишћени графит, када буде изграђена.

## Соларне електране у погону
- СЕГС – 9 соларних електрана, САД, Калифорнија (пустиња Мохаве), капацитет 354 MW, параболични колектори
- Невада Солар 1 – САД, Невада, капацитет 64 MW, параболични колектори
- Лидел пауер стејшн - Аустралија, 95 MW топлотске енергије 35 MW електричног еквивалента количине паре на улазу, Фреснел рефлектори
- ПС10 солар пауер тауер – Шпанија, Севиља, 11 MW, соларни торањ

## Соларне електране у конструкцији
- Андсол 1 – Шпанија, 50  са складиштењем топлоте, параболични колектори
- Андсол 2 - Шпанија, 50  са складиштењем топлоте, параболични колектори
- Солар Трес електрана – Шпанија, 15 MW са складиштењем топлоте

## Најављене соларне електране
- Мојаве Солар Парк – САД, Калифорнија, 553 MW, параболични колектори
- Писгах – САД, Калифорнија, 500 MW, соларни тањири
- Иванпах Солар – САД, Калифорнија, 400 MW, соларни торањ
- Империјал Валеј – САД, Калифорнија, 300 MW, соларни тањири
- Каризо Енерџи Солар Фарм – САД, Калифорнија, 177 MW, Фреснел рефлектори
- Уппингтон - Јужноафричка република, 100 MW, соларни торањ
- Јазд Плант – Иран, 67 MW количине паре на улазу за хибридну електрану на плин, непозната технологија
- Барсвтов – САД, Калифорнија, 59 MW са складиштењем топлоте, параболични колектори
- Викторвил 2 Хибрид Пауер Проџект –САД, Калифорнија 50 MW количине паре на улазу за хибридну електрану на плин, параболични колектори
- Кураумат Плант – Египат, 40 MW количине паре на улазу за електрану на плин, параболични колектори
- Бени Матхар Плант – Мароко, 30 MW количине паре на улазу електрану на плин, непозната технологија
- Хасси Р´мел – Алжир, 25 MW количине паре на улазу за електрану на плин, параболични колектори
- Клонкури солар пауер стејшн – Аустралија, 10 MW са складиштењем топлоте, соларни торањ